# Rudolf Černý (spisovatel, 1905)
Rudolf Černý (14. dubna 1905, Lažínky, hájenka Ochoz – 11. prosince 1979, Moravské Budějovice) byl československý spisovatel, překladatel a publicista.
Pro některou svoji činnost užíval pseudonym Cyril Vochoza (dle hájenky Ochoz, řečené v nářečí Vochoz).

## Biografie
Narodil se jako druhý syn panského hajného Františka Černého a Jany, rozené Dohnalové. Studoval obecnou školu a gymnázium v Moravských Budějovicích, kde maturoval v roce 1924. Po maturitě odešel na studia na Filozofickou fakultu Univerzity Karlovy v Praze, kde studoval obory francouzština, němčina a filosofie. Během studií, v roce 1927, začíná spolu s Janem Zahradníčkem, Bedřichem Fučíkem, Jakubem Demlem, Aloysem Skoumalem, Františkem Halasem, Milošem Dvořákem, Janem Čepem a dalšími pracovat na revue Tvar.
Po skončení studií v roce 1929 začal působit jako středoškolský učitel postupně v Českém Těšíně, Kroměříži, Trenčíně a Michalovcích. Od roku 1934 do roku 1938 učil v Košicích, kde se v roce 1937 oženil s Růženou Zdeňkovou. V roce 1938 se vrátil na Moravu, kde učil v roce 1938 na gymnáziu ve Znojmě a od roku 1938 do roku 1948 na gymnáziu v Třebíči. Po roce 1948 učil na gymnáziu v Moravských Budějovicích, kde vydržel až do roku 1951. Po tomto roce odešel učit na osmiletku do Domamili a od roku 1954 do roku 1965 učil na Základní devítileté škole v Jaroměřicích nad Rokytnou.

## Dílo
Od roku 1928 publikoval v revuích či časopisech Tvar, Listy pro umění a kritiku, Akord, Rozhledy a v dalších.
- Kterak nebyl císařem Josefem II. zrušen novoříšský klášter. Ineditně 1979
- Nokturno. Ineditně 1980

### Překlady
- E. Ludwig: Abraham Lincoln. Melantrich, Praha 1930
- H. Fallada: Občánku, a co teď? Melantrich, Praha 1933
- E. Mounier: Místo pro člověka. Vyšehrad, Praha 1948
- Zermaten: Kristina I. sazba byla r. 1948 rozmetána
- S. Andres: Velký příběh Bible. Vyšehrad, Praha 1969
- S. Zweig: Novely
- E. A. Poe: Havran. 16 českých překladů. Odeon, Praha 1985, s. 149 – 153